# Phillip Parker King

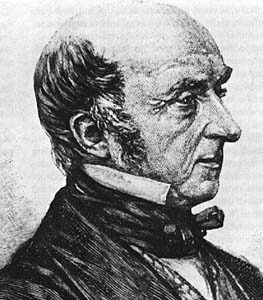
Philip Parker King

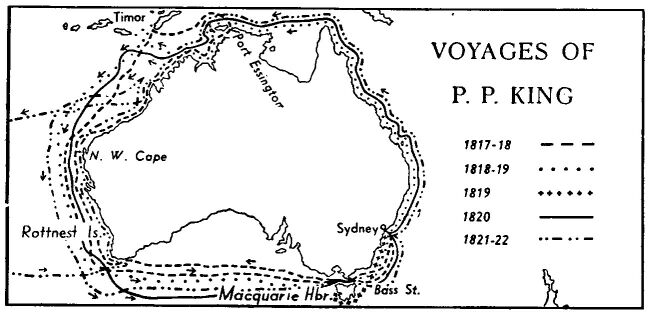
Die Reisen von King

Phillip Parker King (* 13. Dezember 1791 auf der Norfolkinsel; † 26. Februar 1856 in North Sydney) war ein britischer Marineoffizier, der mehrere Entdeckungsreisen an der Küste Australiens durchführte.

## Leben und Wirken
Er war der ältere Sohn von Philip Gidley King, Captain der Royal Navy, und Anna Josepha Coombe und nach dem Mentor seines Vaters, Admiral Arthur Phillip, benannt. Er wurde auf der Norfolkinsel geboren, wo sein Vater damals Kolonialgouverneur war. 1796 zog er mit seiner Familie zurück nach England, wo er später die Royal Naval Academy in Portsmouth besuchte. 1807 der Royal Navy bei und wurde 1814 zum Lieutenant befördert.
1817 heiratete er Harriet Lethbridge († 1847), mit der er acht Kinder bekam.
Er wurde beauftragt, Teile der australischen Küste zu erforschen, die von Matthew Flinders noch nicht untersucht worden waren. King führte dazu zwischen Dezember 1817 und April 1822 vier Reisen durch. Die ersten drei Expeditionen wurden auf dem Kutter HMS Mermaid durchgeführt. Da dieses Schiff 1820 aufgelaufen war, nutzte man für die vierte Reise die Sloop HMS Bathurst. Auf seiner ersten Reise begleitete ihn Bungaree als Dolmetscher und Vermittler, ein Elder der Aborigines. Er bereiste zur Vermessung auch die Bass Strait und Tasmanien. Im Juli 1821 wurde er zum Commander befördert.
Im April 1823 kehrte er nach England zurück und kommandierte danach das Erkundungschiff Adventure. Diese verbrachte zusammen mit der Beagle fünf Jahre mit der Erkundung der zergliederten Küste um die Magellanstraße. 1830 wurde er zum Captain befördert. Das Ergebnis wurde 1831 auf einem Treffen der Royal Geographical Society präsentiert, der King selbst angehörte.
1832 ließ er sich in der Kolonie New South Wales nieder. Von 1839 bis 1849 war er Resident Commissioner der Australian Agricultural Company. Von 1851 bis 1856 war er Abgeordneter im Legislative Council (Unterhaus) des Parlaments von New South Wales. 1855 wurde er zum Rear-Admiral befördert.

## Ehrungen
Robert Brown benannte 1826 nach ihm und Philip Gidley King die Pflanzengattung Kingia aus der Familie Dasypogonaceae. Die aus Australien stammende Orchidee Dendrobium kingianum wurde ebenfalls nach ihm benannt. Der King Point in der Antarktis sowie der von ihm entdeckte King Sound in Australien tragen seinen Namen.
Er wurde 1963 in Australien mit einer 2-Pfund-Briefmarke geehrt.

## Werke
- Extracts from a Letter addressed by Capt. Phillip Parker King, R.N., F.R.S. and L.S., to N.A. Vigors, Esq., on the Animals of Straits of Magellan. In: The Zoological Journal. Band 3, Nr. 11, 1827, S. 422–432 (biodiversitylibrary.org).
- Extracts from a Letter addressed by Capt. Phillip Parker King, R.N., F.R.S. and L.S., to N.A. Vigors, Esq., on the Animals of Straits of Magellan. In: The Zoological Journal. Band 4, Nr. 13, 1828, S. 91–105 (biodiversitylibrary.org).
- Several species of Birds belonging to the collection brought home from the Straits of Magellan by Captain King were exhibited. In absence of that gentlemen, the following species were pointed out by Mr. Vigors, which are thus characterized in Captain King's MSSS. In: Proceedings of the Committee of Science and Correspondence of the Zoological Society of London. Band 1, 1831, S. 29–30 (biodiversitylibrary.org – 1830–1831).
- Narrative of the Surveying Voyages of H. M. Ships Adventure and Beagle, between the years 1826 and 1836, describing their examination of the southern shores of South America. Hrsg. Robert Fitzroy. 3 Bde. und 1 Bd. „Appendix“. Henry Colburn, London 1839